# Ann Marie Calhoun

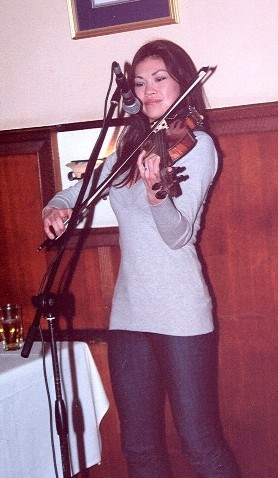
Calhoun in 2008

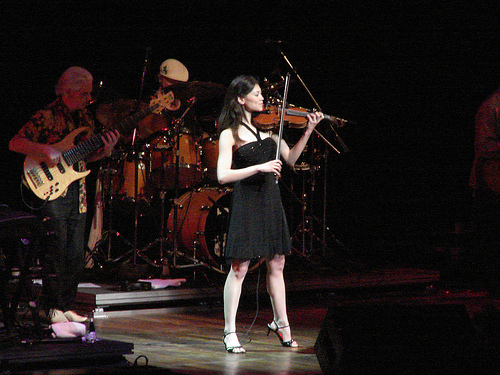
Calhoun in 2007

Ann Marie Calhoun, geboren als Ann Marie Simpson (Gordonsville, 26 mei 1979) is een Amerikaanse violiste. Ze heeft een Amerikaanse vader en Chinese moeder, en startte op driejarige leeftijd met viool spelen. Ze heeft vele jaren les gehad en dat resulteerde in vele prijzen op viooltoernooien en een uitnodiging om in het National Symphony Orchestra te komen spelen.
Ze haalde haar diploma voor een muziekstudie aan de University of Virginia. Daarnaast speelde ze in vele bands en orkesten, maar ze koos om ook muziekles en biologie te geven op de Woodberry Forest School.
Naast haar streven om professor te worden bleef ze musiceren en werd ze langzaamaan internationaal erkend als topvioliste. Lid van Old School Freight Train tussen 2001-2003, begon ze een reputatie op te bouwen als klassiek opgeleide violiste die kan improviseren op het hoogste niveau. Ze begon te werken als commercieel studiomuzikant en haar band werd een contract bij de platenmaatschappij van bluegrasslegende Ricky Skaggs aangeboden. Calhoun verliet Old School Freight Train om meer tijd te kunnen besteden aan lesgeven. Ze speelde op het album Stand Up van de Dave Matthew’s Band en ging toeren met de Noord-Afrikaanse band Kantara.
Na een tour door Italië en Afrika met Kantara kreeg ze een aanbod van Ian Andersons legendarische Jethro Tull om in 2006 met hen op tournee te gaan. Ook in de toekomst zal Calhoun nog optredens met Jethro Tull doen en ze heeft haar baan als docent opgegeven. Jethro Tull heeft echter ook Anna Phoebe in de arm genomen om concerten mee te doen; ze zal dus afwisselend met haar tournees doen. Zij ging ook op tour met Steve Vai en is te zien op zijn DVD Where The Wild Things Are.

## Discografie

### Albums
- 2010: Deathless Dance